# Нордстрём, Карл
Карл Фредрик Нордстрём (швед. Karl Fredrik Nordström, 11 июля 1855, Тифт, Вестра-Гёталанд, Швеция — 16 августа 1923, Дроттнингхольм, Стокгольм, Швеция) — шведский художник, специализирующийся на пейзажах. С 1896 по 1920 год являлся председателем Konstnärsförbundet (Ассоциация художников).

## Биография
Карл Фредрик Нордстрём родился в семье комиссара полиции в деревне Тифт на острове Чёрн, где жил до тех пор, пока ему не исполнилось двадцать лет, после чего он отправился в Стокгольм учиться в Королевской академии свободных искусств, где его главным преподавателем был Эдвард Персей. С 1880 по 1882 год Карл самостоятельно учился во Франции и посещал музеи Антверпена и Брюсселя. После посещения Седьмой выставки в Париже в 1882 году Нордстрём попал под влияние импрессионизма. Ему удалось получить две картины, выставленные в салоне. Затем, после пребывания в Нормандии, он вернулся домой и оставался там до 1886 года. В 1885 году Карл Нордстрём был одним из 85 шведских художников, которые стали известны как Opponenterna (Оппоненты). Они подписали письменный запрос в Королевскую академию искусств о модернизации и реформе художественного образования, выставочной деятельности и поддержке художников.
В 1885 году Карл женился на гравёре Текле Линдестрём, с которой познакомился в шведской художественной колонии в Гре-сюр-Луэн на севере центральной Франции. Их дочь Эльза Нордстрём также стала художницей.
В 1889 году Нордстрём выставлялся на Всемирной выставке, и одна из его картин была приобретена принцем Евгением, известным меценатом. С 1886 по 1888 год он вместе с женой жил на Чёрне, а с 1888 по 1892 год они жили в Скансене. После чего они снова вернулись на Чёрн, проводя лето в курортном городке Апельвикен, расположенном к югу от Варберга. Там вместе с Нильсом Крюгером и Ричардом Бергом они разработали художественный стиль, получивший название Варбергской школы (Varbergsskolan).
Карл также был одним из основателей Konstnärsförbundet и занимал пост председателя с 1896 по 1920 год. В начале 1900-х годов он был учителем в их Школе ассоциации художников (Konstnärsförbundets målarskola), которая действовала в течение 1890—1908 годов. После 1910 года Нордстрём начал переходить от импрессионизма к синтетизму, возможно, под влиянием Ван Гога и Гогена, а также японского искусства, которое он видел в Париже.
В 1913 году у него начались проблемы со здоровьем, после операции на желчном пузыре. В 1914 году Карл Нордстрём начал вести дневник. Последующие годы не были для него счастливыми. Вскоре он потерял мать (ей было почти сто лет) и своего лучшего друга Берга. В 1920 году, после того, как был распущен Konstnärsförbundet, Карл и его жена нанесли ностальгический визит во Францию. Нордстрём умер в Дроттнингхольме в 1923 году и был похоронен на Северном кладбище.
Его работы можно увидеть в Национальном музее Швеции, Вальдемарсудде, Галерее Тиля и Гётеборгском художественном музее.
В честь Карла Нордстрёма названа улица Karl Nordströms väg (Улица Карла Нордстрёма) в Сёдра Энгбю, так же как и Karl Nordströms väg в Варберге.

## Галерея

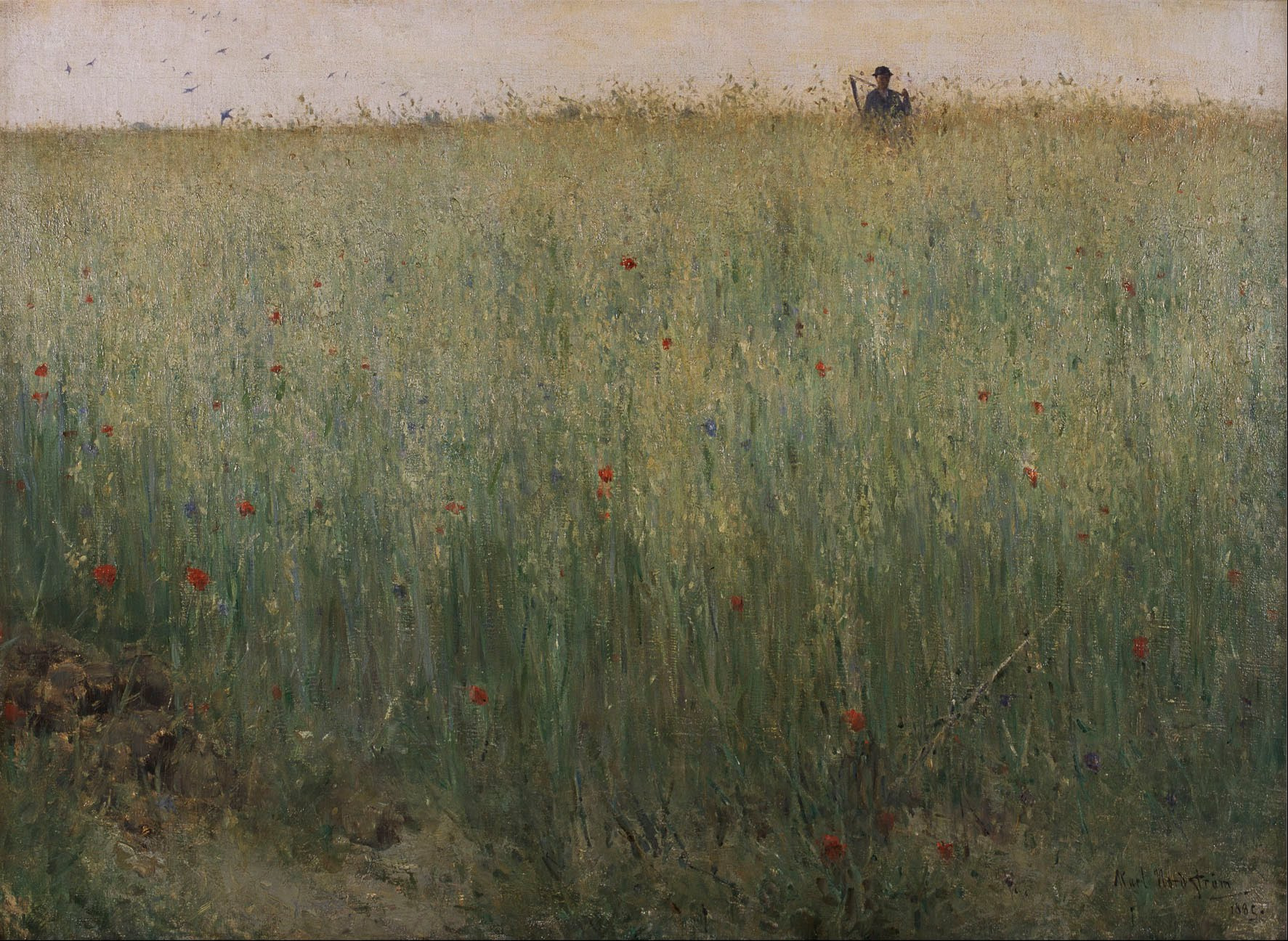
Поле овса в Грезе (1885)
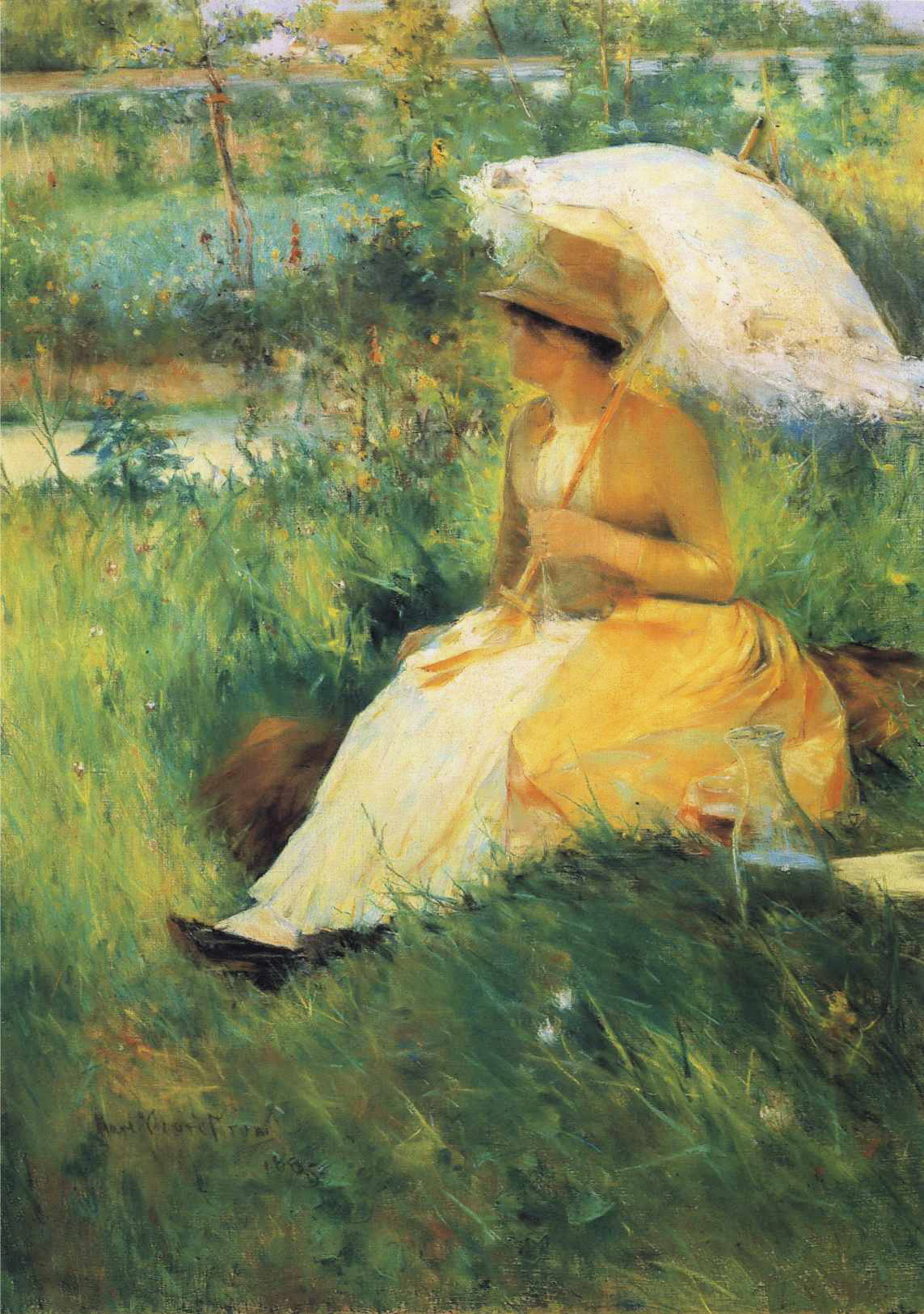
Моя жена (1885)
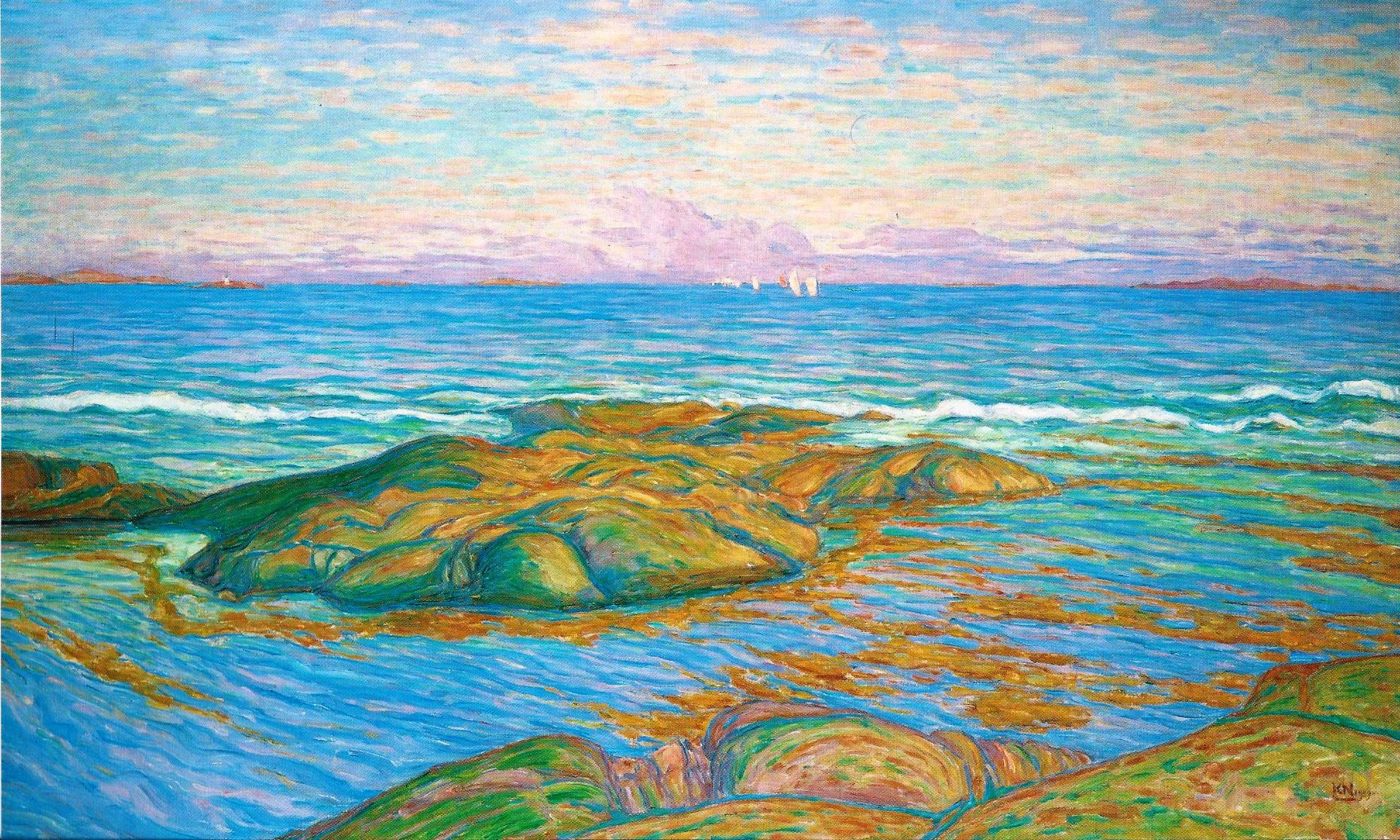
Шхеры (1909)
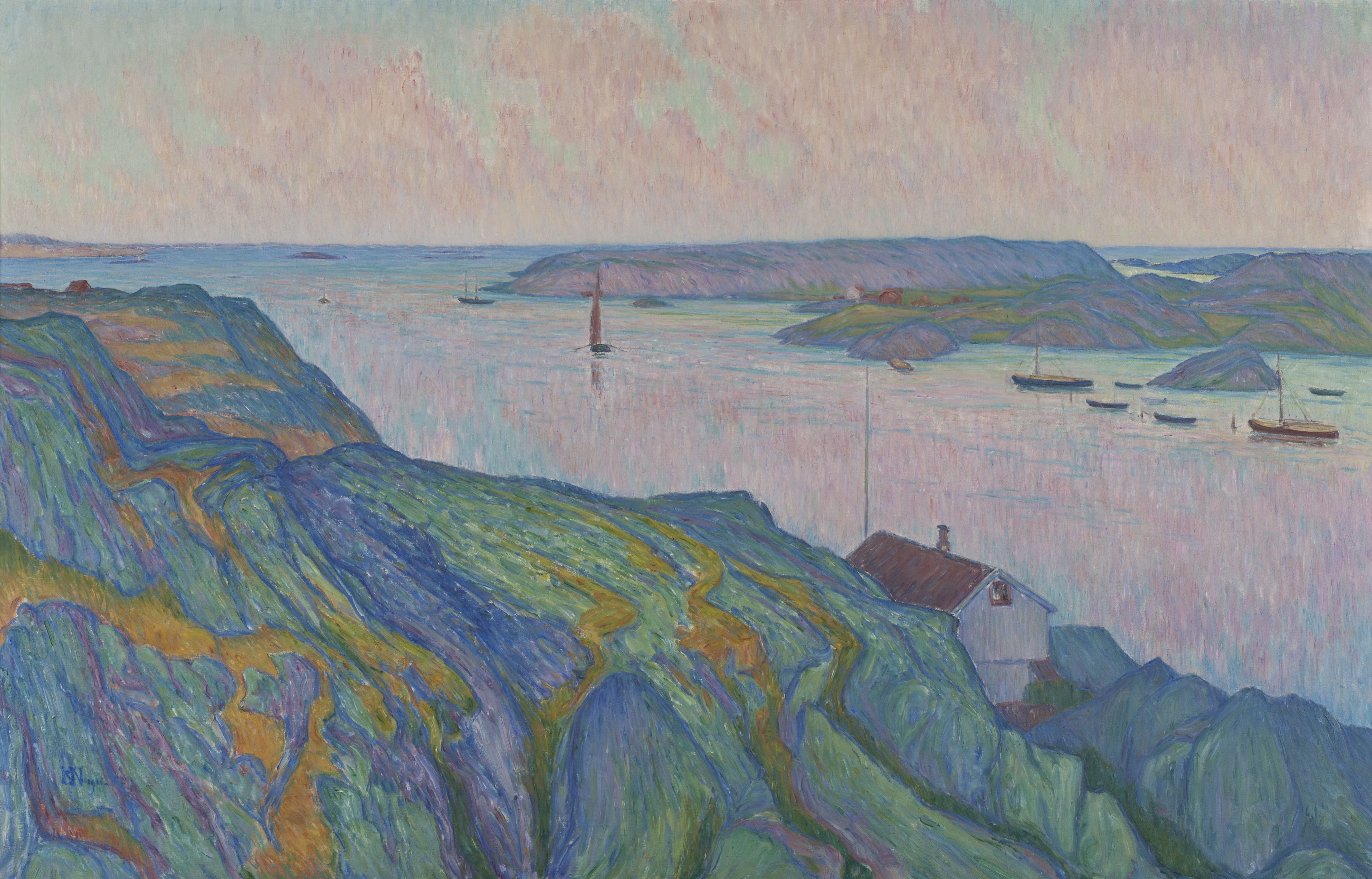
Киркесунд (1911)